# Ейдос
Е́йдос (грец. εἶδος — якість, вид, вигляд, образ, мета, сутність, намір) — термін античної філософії і літератури, спочатку означав «видиме», «те що видно», але поступово набув глибшого змісту — «конкретна наявність абстрактного», «речова даність у мисленні»; в загальному значенні — спосіб організації та/або буття об'єкта.
Вперше вживається у Гомера на позначення «зовнішності». Згодом в філософських концепціях греків термін «ейдос» переосмислюється і вживається в сенсі «образу» чи «сутності».
Термін «ейдос» вживається також у «Діалогах» Платона, зокрема в «Кратілі» та «Парменіді», де найчастіше перекладається терміном «ідея». В Аристотеля ейдос протиставляється матерії (hýlē ὕλη).
У середньовічних та сучасних філософів — категоріальна структура, що інтерпретує первинну  семантику будь-якого поняття.
У феноменології Гуссерля термін «ейдос» позначає сутність.

## Історія

### Доплатонівська традиція
У досократівській натурфілософії (Мілетська школа, Геракліт, Емпедокл, Анаксагор , Демокрит) ейдос трактується як фіксація або організація речі, що перебуває в чуттєвому континуумі, тобто ейдос у найбільш конкретному розумінні — це організуюча, фіксуюча зовнішність, яка «дозволяє» речі власне існувати (бути видимою, мати вигляд, сприйматися як образ тощо).
Слово «ейдос» вперше з'являється в Гомерівському епосі, де позначає «зовнішність», а саме «прекрасну» зовнішність. У ранній натурфілософії ейдос трактується майже виключно як образ; Демокрит позначає терміном «ейдос» принципову початкову оформленість структурних одиниць світобудови (атом у Демокрита також позначається цим терміном). Парменід, закладаючи підвалини ідеалізму, розвиває розуміння ейдосу як власне вже сутність речі, але ще більш-менш видиму.
Отже в давньогрецькій філософії, мові і культурі загалом, в цьому сенсі поняття ейдосу виявляється фактично еквівалентним поняттю ідеї (грец. ἰδέα) — зовнішній вигляд, зовнішність). Співвідношення ейдосу з субстратним архе виступає фундаментальною семантичною опозицією античної філософії, і набуття річчю ейдосу мислиться як «оречевлення» цього ейдосу, перетворення абстрактності ейдосу в неабстрактність речі. Це задає семантичну пов'язаність поняття ейдосу з поняттям форми. І якщо феномен субстрату в античній культурі сполучається з матеріальним (відповідно — материнським, жіночим) початком, то феномен ейдосу — з ідеальним (батьківським, чоловічим).

### Платонівська традиція
Якщо досократівська натурфілософія трактує термін ейдос як власне оформлення, чуттєве сприйняття речі, у Платона зміст поняття істотно трансформується. Насамперед, ейдос тепер трактується не як зовнішня, а як внутрішня форма, тобто іманентний спосіб буття речі. Крім того, ейдос набуває онтологічно самостійного статусу, формуючи трансцендентний світ ідей (тобто власне світ ейдосів) як сукупність абсолютних і досконалих зразків можливих речей.
Досконалість ейдосу позначається у Платона через семантичну фігуру нерухомості його сутності (оусія, грец. οὐσία), спочатку рівною самій собі (пор. з буттям у  еліатів, чия «самодостатність» фіксувалася як нерухомість). Способом буття ейдосу в такому випадку є його втіленість у багатьох речах відповідно до своєї функціональної структури як зразка, роду і власне образу.
У такому контексті взаємодія між об'єктом і суб'єктом у процесі пізнання інтерпретується Платоном як спілкування (койнонія, (грец. κοινόνία) між ейдосом об'єкта і душею суб'єкта, результатом чого є відбиток ейдосу в душі людини, т. зв. Ноемі (νόημα). Ейдос, за Платоном, — те, на що насправді спрямована мисленнєва здатність людини. Ейдос — те справжнє, що дається в міркуванні, безсторонньо до нашої думки про речі та до чуттєвих вражень, які відображають тільки матеріальне буття речі. На відміну від ідеї, ейдос вже не узагальнює, а, навпаки, вирізняє річ серед інших речей.
У філософії Арістотеля (384—322) ейдос мислиться як іманентний щодо матеріального субстрату речі й невіддільний від речі (в XIX ст. цей аспект у розумінні Аристотеля отримав назву гілеморфізму); тобто тут йдеться про саму форму речі. Будь-які трансформації речі трактуються Арістотелем як перехід від відсутності в речі того чи іншого ейдосу ( акциденційне небуття) до його набуття річчю (акциденційне становлення).
У систематиці Арістотеля (у сфері логіки та біології) термін «ейдос» вживається також в значенні «вид» як класифікаційна одиниця, в співвідношенні з «родом». В аналогічному значенні термін «ейдос» вживається також в античній історії (Геродот, Фукідід).
В стоїцизмі та неоплатонізмі ейдос набуває різноманітних значень, починаючи з «зовнішності тіла» і закінчуючи самостійною субстанційною ідеєю. Стоїцизм зближує поняття ейдосу з поняттям логосу, акцентуючи в ньому креативне, що організує початок («сперматичний логос»). Неоплатонізм трактує ейдос в платонівскому розумінні Єдиного як «думки» (за Альбіном), Нусу як деміургу Плотіна; численні ейдоси в аристотелівському трактуванні (як іманентні гештальти організації об'єктів) — продукти еманації.
У пізньому неоплатонізмі таке «апперцептуальне» розуміння ейдосу зникає (доступне до розуміння тут постає «симфонією богів», кожен з яких є носієм самосвідомості як одним з моментів своєї власної природи). Ейдос перетворюється на момент ейдетичного буття в суто платонівскому сенсі терміну, тобто ейдос — підсумок-предмет розуміння власного знання. Ейдос — частини буття, які перебували невіддільними від цілого, а в житті стали виділятися і виходити в результаті еманації. У цьому сенсі ейдос є підсумком, «творінням» життєвого процесу. Він ще не існує як щось саме-собою, тобто як обмежене в бутті (а саме таким є існування тіл і смертного). Ціле для нього — Нус. Однак він виступає підсумком розрізнення та поділу, перебуваючи вже не цілим, але особливим.
Ейдос, хоча встановлюється діалектичним міркуванням, не дедукується, тому що ейдоси, наперед-дані Нусу, є «відбитками» Єдиного у сущому (Римська школа), або результатами «виходу буття в життя» (Афінська школа). Оскільки ейдетичним є власне все, але як власне роздільне все, в ньому присутні ейдоси всього (всього природного, всіх живих істот тощо). Тобто, використовуючи приклад Плотіна, можна сказати, що ейдос, наприклад, носорога логічно не виводиться ні з Нуса як тотожності мислячого й можливого, ні із загальної ідеї живої істоти; цей ейдос даний спочатку як один із проявів творчої активності Єдиного.

### Післяплатонівська традиція
У середньовічній філософії семантика ейдосу актуалізується як архетипна основа речей: archetipium, як прообраз речей у мисленні Божому (в  ортодоксальній схоластиці); haecceitos, «дейктичність» речі, що передує «тожсамості» й актуалізується у вільному творчому волевиявленні Божому (Іоанн Дунс Скот); концепція species (образ, лат. еквівалент ейдосу) в пізньому скотизмі;
презумпція visiones (уявних образів) у Миколи Кузанського та ін.
У пізньокласичній та некласичній філософії поняття ейдосу знаходить «друге дихання»: спекулятивні форми розгортання змісту Абсолютної ідеї до об'єктивації її в іншобуття природи у Гегеля; вчення про «світи розумних ідей» у Шопенгауера. В феноменології Гуссерля термін «ейдос», частково в латинському перекладі species означає найвищу розумову абстракцію, яка проте дана конкретно, наочно і цілком самостійно, тобто дорівнює сутності.

## Джерело
- Новейший философский словарь, изд. третье испр. сост. и гл. ред. А. А. Грицанов — Книжный дом, Минск, 2003, с. 1210.